# Autostrada A62 (Francja)
Autostrada A62 (fr. Autoroute A62) – autostrada we południowo-wschodniej Francji w ciągu tras europejskich E9 oraz E72, zachodnia część Autostrady Dwóch Mórz (fr. Autoroute des Deux Mers).